# ارمیاس اصفهانی
ارمیاس اصفهانی Eremias isfahanica یک گونه سوسمار بومی ایران است.